# Huevos moles

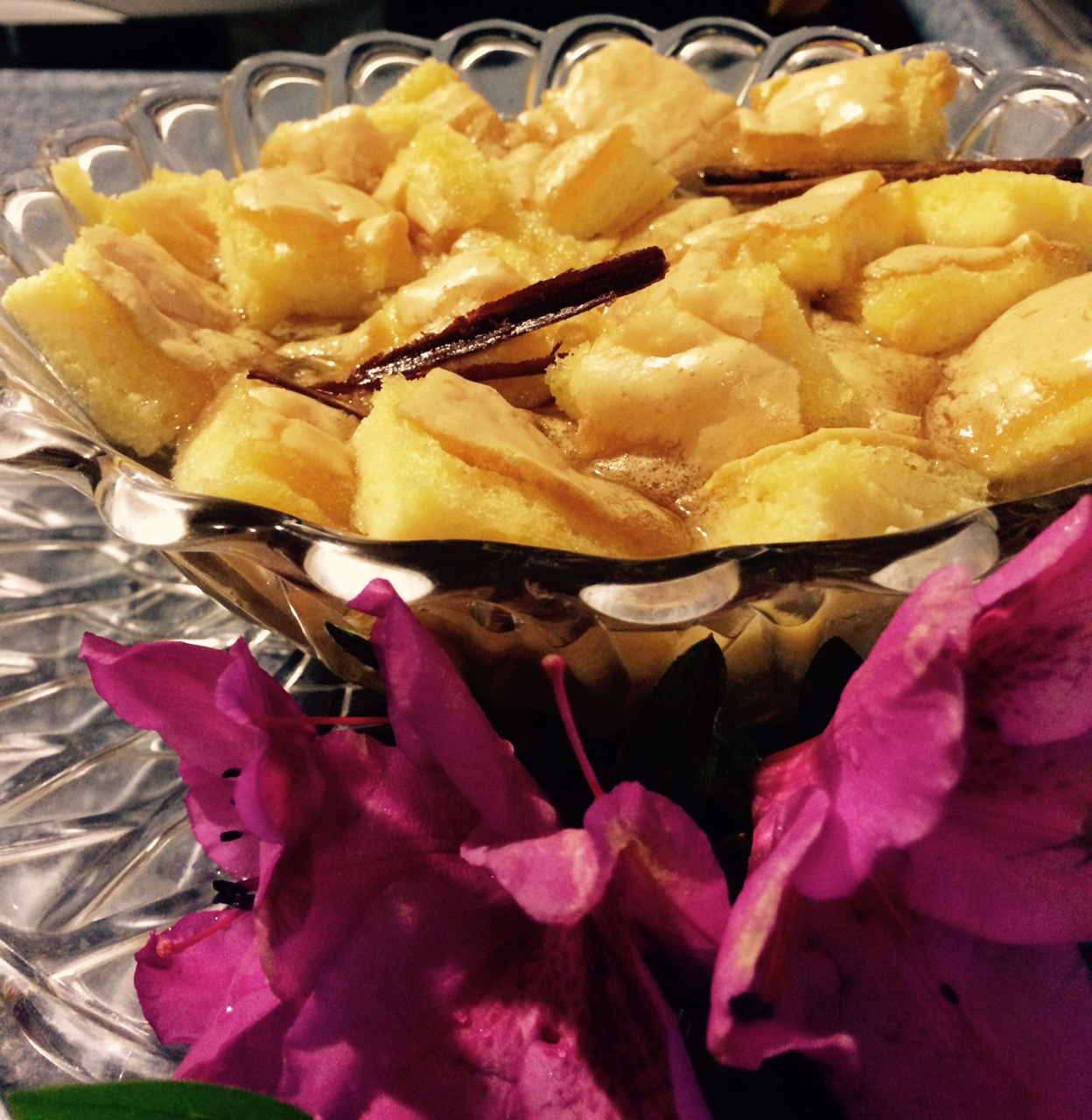

Les huevos moles sont une préparation sucrée faite à base d’œufs, typique des provinces de Grenade et de Jaén, en Espagne. Son emploi dans les couvents à l'époque coloniale espagnole l'a popularisé comme dessert dans certains pays latino-américains où il est parfois encore cuisiné,. L'écrivain culinaire de la fin du XVIIIe siècle, Juan de la Mata, mentionne les huevos moles dans son œuvre.
C'est aussi un dessert traditionnel des îles Canaries.

## Caractéristiques
Il s'agit d'un mélange de jaunes d’œufs additionné de sirop de glucose (à l'origine, c'est un sirop à base de coing, en arabe al mayba ou al-maiba, qui était utilisé) qui, à force d'être mélangé, finit en une sauce fine et crémeuse. Il est fréquent que ce mélange soit aromatisé avec de l'eau florale (comme l'eau de fleur d'oranger par exemple) et de la cannelle moulue. Ces œufs mélangés sont souvent légèrement cuits et se servent au XVIIIe siècle dans de petites boîtes en bois ou des assiettes chinoises.
Dans les îles Canaries, une fois achevé le mélange d’œufs et de sucre, on ajoute du gofio.